# ヴィクトリアパーク (競走馬)
ヴィクトリアパーク (Victoria Park) とはカナダ生まれの競走馬および種牡馬である。競走馬時代に1960年度のカナダ年度代表馬をはじめ、3つの年度表彰を受賞。1976年カナダ競馬名誉の殿堂入り。半妹に1965年のカナダ最優秀3歳牝馬Northern Queen（父Nearctic）、甥にヴァイスリーガル、ヴァイスリージェント兄弟がいる。

## 経歴
カナダの大馬産家エドワード・プランケット・テイラーの生産馬。2歳時にそれぞれ芝とダートのカナダ2歳王者決定戦・コロネーションフューチュリティステークスとカップアンドソーサーステークスを制し、カナダ最優秀2歳牡馬に選出。3歳時にはアメリカに遠征し、ケンタッキーダービーで3着、プリークネスステークス2着と健闘した。カナダに戻った後は同地のダービーに当たるクイーンズプレートをレコードタイムで制し、この年のカナダ年度代表馬および最優秀3歳牡馬に選出された。19戦10勝・うち重賞6勝という成績を残し、3歳をもって競走馬を引退。故郷ウインドフィールズファームで種牡馬となった。
種牡馬入り後は、1970年から1972年まで3年連続でクイーンズプレート優勝馬を輩出するなど活躍したが、それ以上にブルードメアサイアーとして大きな実績を残し、エプソムダービー、アイリッシュダービー、キングジョージ6世&クイーンエリザベスステークスを制し種牡馬としても活躍したザミンストレルや、フォレ賞の優勝馬で日本で10度のリーディングサイアーを獲得したノーザンテーストなどに影響を与えている。ザミンストレルが大活躍した1977年にはイギリス、アイルランドでリーディングブルードメアサイアーを獲得。これらの功績が認められ、カナダ競馬の殿堂入りを果たしている。
ヴィクトリアパークは1985年に死亡、その遺骸はウインドフィールズファームに埋葬されている。
カナダでは1988年以降、ヴィクトリアパークステークスが設けられたが、その名称はこの馬から採られたものである。

## 主な産駒
現在のG1競走およびカナダ三冠戦の優勝馬のみ記載。年度表彰は全てカナダのもの。
- Victorian Era（1962年生 プリンスオブウェールズステークスなど重賞9勝、種牡馬）
  - 1966年年度代表馬
- Solometeor（1965年生 カナディアンオークスなど重賞2勝）
- Almoner（1967年生 クイーンズプレート、プリンスオブウェールズステークス）
- Kennedy Road（1968年生 クイーンズプレート、カップアンドソーサーステークス、ハリウッドゴールドカップなど重賞9勝）
  - 1970年最優秀2歳牡馬、1971年最優秀3歳牡馬、1972年年度代表馬、最優秀古牡馬、1973年最優秀古牡馬
- Victoria Song（クイーンズプレート）

母の父としての主な産駒
※記載競走はG1競走。
- ノーザンテースト（1971年生 フォレ賞）
- greek answer（1972年生 アーリントンワシントンフューチュリティ）
- Giboulee（1974年生 コロネーションフューチュリティステークス）
- The Minstrel（1974年生 デューハーストステークス、エプソムダービー、アイリッシュダービー、キングジョージ）
- パークリージェント（1981年生 カップアンドソーサーステークス）
- ジャッジアンジェルーチ（1983年生 カリフォルニアンステークス、サンアントニオハンデキャップ、マーヴィンリロイステークス）
- Bold Executive（1984年生 コロネーションフューチュリティステークス）
- War（1984年生 ブルーグラスステークス）

※上記の馬はすべて種牡馬入りしている。

## 血統表
| ヴィクトリアパークの血統テディ系/Marguerite・Edwina 4×5=9.38%、Sunstar・Golden Sun 4×5=9.38%、Celt・Ultimus 5×5=6.25% | ヴィクトリアパークの血統テディ系/Marguerite・Edwina 4×5=9.38%、Sunstar・Golden Sun 4×5=9.38%、Celt・Ultimus 5×5=6.25% | ヴィクトリアパークの血統テディ系/Marguerite・Edwina 4×5=9.38%、Sunstar・Golden Sun 4×5=9.38%、Celt・Ultimus 5×5=6.25% | （血統表の出典） | （血統表の出典） |
| 父 Chop Chop 1940 鹿毛 アメリカ                                                                                       | 父の父Flares 1933 鹿毛 アメリカ                                                                                       | Gallant Fox | Sir Gallahad     | Sir Gallahad     |
| 父 Chop Chop 1940 鹿毛 アメリカ                                                                                       | 父の父Flares 1933 鹿毛 アメリカ                                                                                       | Gallant Fox | Marguerite       |                  |
| 父 Chop Chop 1940 鹿毛 アメリカ                                                                                       | 父の父Flares 1933 鹿毛 アメリカ                                                                                       | Flambino | Wrack            | Wrack            |
| 父 Chop Chop 1940 鹿毛 アメリカ                                                                                       | 父の父Flares 1933 鹿毛 アメリカ                                                                                       | Flambino | Flambette        |                  |
| 父 Chop Chop 1940 鹿毛 アメリカ                                                                                       | 父の母Sceptical 1922 鹿毛 イギリス                                                                                    | Buchan | Sunstar          | Sunstar          |
| 父 Chop Chop 1940 鹿毛 アメリカ                                                                                       | 父の母Sceptical 1922 鹿毛 イギリス                                                                                    | Buchan | Hamoaze          |                  |
| 父 Chop Chop 1940 鹿毛 アメリカ                                                                                       | 父の母Sceptical 1922 鹿毛 イギリス                                                                                    | Clodagh | Tredennis        | Tredennis        |
| 父 Chop Chop 1940 鹿毛 アメリカ                                                                                       | 父の母Sceptical 1922 鹿毛 イギリス                                                                                    | Clodagh | Clare            |                  |
| 母 Victoriana 1952 鹿毛 カナダ                                                                                        | 母の父Windfields 1943 鹿毛 カナダ                                                                                     | Bunty Lawless | Ladder           | Ladder           |
| 母 Victoriana 1952 鹿毛 カナダ                                                                                        | 母の父Windfields 1943 鹿毛 カナダ                                                                                     | Bunty Lawless | Mintwina         |                  |
| 母 Victoriana 1952 鹿毛 カナダ                                                                                        | 母の父Windfields 1943 鹿毛 カナダ                                                                                     | Nandi | Stimulus         | Stimulus         |
| 母 Victoriana 1952 鹿毛 カナダ                                                                                        | 母の父Windfields 1943 鹿毛 カナダ                                                                                     | Nandi | Golden Feast     |                  |
| 母 Victoriana 1952 鹿毛 カナダ                                                                                        | 母の母Iribelle 1942 鹿毛 カナダ                                                                                       | Osiris | Papyrus          | Papyrus          |
| 母 Victoriana 1952 鹿毛 カナダ                                                                                        | 母の母Iribelle 1942 鹿毛 カナダ                                                                                       | Osiris | Most Beautiful   |                  |
| 母 Victoriana 1952 鹿毛 カナダ                                                                                        | 母の母Iribelle 1942 鹿毛 カナダ                                                                                       | Belmona | King James       | King James       |
| 母 Victoriana 1952 鹿毛 カナダ                                                                                        | 母の母Iribelle 1942 鹿毛 カナダ                                                                                       | Belmona | Belmon F-No.1-c  |                  |

父Chop Chopは競走馬時代は下級重賞馬だったが、種牡馬になってヴィクトリアパークの伯母に当たる1952年度カナダ年度代表馬Canadianaなどカナダを中心に活躍馬を送り出した。母系は当時のカナダ産馬を代表する名族であり、近親には多数の活躍馬がいる。